# Phoenix (sonda)
Phoenix va ser una nau espacial robòtica enviada a Mart en marc del Programa Mars Scout. El mòdul de descens de la Phoenix va aterrar a Mart el 25 de maig de 2008. Els científics de la missió van fer servir els instruments del mòdul per buscar ambients capaços d'acollir vida en forma de microorganismes, a part d'investigar la història de l'aigua al planeta. El cost total de la missió va ser de 385 milions de dòlars, incloent-hi els costos de llançament.
El programa, on cooperaven diverses agències, era encapçalat pel Lunar and Planetary Laboratory a la Universitat d'Arizona, sota la direcció del Jet Propulsion Laboratory de la NASA. El programa era una col·laboració d'universitats dels Estats Units, Canadà, Dinamarca, Alemanya, el Regne Unit, la NASA, l'Agència Espacial Canadenca, l'Institut Meteorològic Finlandès, Lockheed Martin Space Systems, MacDonald Dettwiler & Associates (MDA) i altres empreses aeroespacials. Va ser la primera missió a Mart de la història de la NASA liderada per una universitat pública. La direcció es trobava al campus de Tucson de la Universitat d'Arizona, amb l'administració del projecte al Jet Propulsion Laboratory a Pasadena, i el desenvolupament del projecte a la Lockheed Martin a Denver. La missió es va estendre fins al 10 de novembre de 2008.
El 31 de juliol de 2008, la NASA va anunciar que el mòdul havia permès confirmar la presència d'aigua a Mart. El dia anterior, el braç robòtic de Phoenix va dipositar una mostra que la instrumentació va identificar com a vapor d'aigua. La mostra va ser extreta d'una perforació de prop de cinc centímetres al sol marcià en la qual el braç robòtic va topar amb una dura capa de material congelat.
Phoenix va ser el sisè aterratge reeixit de la NASA i el primer aterratge reeixit a la regió polar de Mart. El mòdul d'aterratge havia complert la seva missió l'agost de 2008, i va fer l'última comunicació curta amb la Terra el 2 de novembre, en disminuir l'energia solar disponible per l'arribada de l'hivern marcià. La missió va concloure el 10 de novembre de 2008, després que els enginyers no poguessin tornar a contactar amb la nau. Després d'intents fallits de l'orbitador Mars Odyssey per contactar amb el mòdul de descens fins al 12 de maig de 2012, JPL va declarar mort el mòdul. El programa es va considerar un èxit en haver complert tots els experiments científics i observacions previstos.